# Apophua cornea
Apophua cornea är en stekelart som först beskrevs av André Seyrig 1932.  Apophua cornea ingår i släktet Apophua och familjen brokparasitsteklar. Inga underarter finns listade i Catalogue of Life.